# Delta Galil Industries
Delta Galil Industries (en hebreu: דלתא גליל תעשיות) és una empresa tèxtil israeliana amb seu en Tel-Aviv amb plantes a tot el món. El propietari és el guanyador del premi Israel Dov Lautman. Delta Galil Industries va tenir una facturació anual de més d'1.079 milions de dòlars americans (en 2015).
Delta Galil Industries és un fabricant i comercialitzador de productes de roba per a homes, dones i nens. L'empresa va ser fundada en 1975. Indústries Delta produeix roba interior masculina i femenina, sostenidors, mitjons, roba de nadó, roba d'oci, roba de dormir, teixits de punt, cintes elàstiques i adorns.
Entre els seus clients es troben les marques: Marks & Spencer, Target, Wal-Mart, Kmart, JC Penney, Calvin Klein, Nike, Hugo Boss i Pierre Cardin. Delta Galil també ven els seus productes sota marques com; Wilson, Maidenform, Nicole Miller, Barbie, Adidas, Puma, Nike, Spalding, Reebok i Tommy Hilfiger.
Delta Galil dona feina a unes 10.000 persones en tot el món. En el primer informe de responsabilitat global corporativa de la companyia, Delta va establir objectius per reduir la quantitat d'aigua, energia i residus consumits per les seves fàbriques a tot el món. Planeja basar el 10% de la seva producció en materials respectuosos amb el medi ambient pel 2012, enfront del 7,2% actual. La companyia també s'ha compromès a una reducció del 10% en l'ús de l'aigua, una reducció del 5% en el consum d'energia i un creixement del 5% en les taxes de reciclatge en el 2015. La marca Ecolife de la companyia és el resultat de la recerca i desenvolupament per produir roba que utilitza menys energia en el rentat i l'assecat. Les peces es poden rentar en aigua freda i duren més. Delta Galil, té operacions a Egipte, Bulgària, Tailàndia, Estats Units, Regne Unit, Jordània, Pakistan, Xina i Índia. Delta també dona feina a subcontractistes de la Xina, Turquia, Bangladesh, Sri Lanka, Indonèsia i Vietnam.